# Thecla exoleta
Thecla exoleta är en fjärilsart som beskrevs av Edwards 1881. Thecla exoleta ingår i släktet Thecla och familjen juvelvingar. Inga underarter finns listade i Catalogue of Life.